# 王安镇
王安镇镇，是中华人民共和国河北省保定市涞源县下辖的一个乡镇级行政单位。

## 行政区划
王安镇镇下辖以下村庄：
王安镇村、王安村、东辛庄村、闫家庄村、东刘家庄村、南赵庄村、孙家泉村、祁家沟村、马家屯村、殷家堡村、黄台院村、杜家台村、双坨村、鲍家路村、五十亩地村、山炮村、银山口村、王家庄村、芦草湾村、冷铺村、杏树沟村和二十亩地村。